# ドーンレイ
ドーンレイ（Dounreay、[ˌduːnˈreɪ]、スコットランド・ゲール語：Dùnrath）はスコットランドのハイランド州ケイスネス郡北岸にある。ドーンレイは城址であって、その名はゲール語の「土塁上の砦」を意味する。1950年代以来、高速増殖炉プロトタイプや原子力潜水艦用原子炉の試験施設を含むいくつかの原子力研究施設が設置されたが、それらの多くは廃止されつつある。

## 歴史

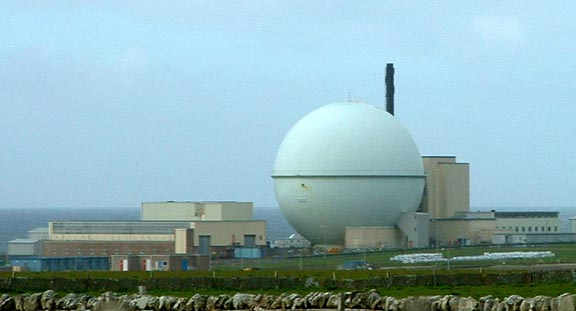
ドーンレイ原子力開発施設のドーム（DFR）

アッパー・ドーンレイは1437年のサンドサイドの追撃（Sandside Chase）の古戦場の一部である。
ドーンレイには英国原子力公社（UKAEA）のドーンレイ原子力開発施設（Dounreay Nuclear Power Development Establishment）とイギリス国防省のヴァルカン海軍原子炉試験施設（Vulcan Naval Reactor Test Establishment）があり、5つの原子炉があったことでも最もよく知られている。それら5つの原子炉のうち3つは英国原子力公社が所有・運用しており、イギリスにおける高速増殖炉開発の中心地であった。他の2つは、潜水艦用原子炉の開発を目的とした、国防省によるものである。
当地の原子力施設は第2次世界大戦中のターン II（HMS Tern (II)）と呼ばれた飛行場の敷地に建設された。この飛行場は、1944年に空軍沿岸軍団から海軍本部にターン海軍基地（en:HMS Tern、オークニー諸島）の周辺施設として移管された。
ドーンレイはA836道路沿い、サーソー市街の西9マイル（14キロメートル）にあり、20世紀半ばに研究施設が開発されていた時期に急速に発達した。1994年にイギリス政府が原子炉群を閉鎖するよう命じるまで、原子炉関連施設はサーソー及びケイスネスの経済の主要な要素であった。2025年まで続くことが予定されているドーンレイの諸施設の除染のために多くの人々が雇用されている。

## 地名
17世紀の地図学者ストラロックのロバート・ゴードンのケイスネスの地図（1642年）には城の名としてDounraeが用いられている。
地名学者のウイリアム・J. ワトソン（William J. Watson）の『スコットランドのケルト地名』（The Celtic Place-names of Scotland ）はDúnrathの由来を鉄器時代の石造円塔を指しているとし、これはドーンレイの地名の由来として広く受け入れられている。

## ドーンレイ原子力開発施設
|                       | DMTR （材料試験炉） | DFR （実験炉）                         | PFR （原型炉）       |
| --------------------- | ------------------- | -------------------------------------- | -------------------- |
| 一次冷却系の形式      | －                  | ループ型                               | ループ型             |
| 燃料                  | ウラン燃料          | ウラン合金燃料 （U-7% Mo metal alloy） | MOX燃料 （PuO2-UO2） |
| 冷却材                | 重水                | ナトリウムカリウム合金                 | ナトリウム           |
| 出力（電力 / 熱出力） | － / 25MW           | 15MWe / 60MW                           | 250MWe / 650MW       |
| 着工                  | －                  | 1954年                                 | 1966年               |
| 臨界                  | 1958年              | 1959年                                 | 1974年               |
| 発電開始              | －                  | 1962年                                 | 1975年               |
| 最大出力到達          | －                  | 1963年                                 | 1977年               |
| 運転停止              | 1969年              | 1977年                                 | 1994年               |

ドーンレイ原子力開発施設（Dounreay Nuclear Power Development Establishment）は1955年に設置され、イギリス政府による高速増殖炉開発政策を主たる目的とし、英国原子力公社によって運営された。ドーンレイの立地は原子炉爆発事故の際の安全性のために選定された。英国原子力公社は3つの原子炉を建設し、それらのうち2基は高速増殖炉に熱増殖研究炉（thermal research reactor）を加えたもので、原子力プログラムのための材料試験および材料試験リグおよび高速増殖炉の燃料のための製造・再処理施設であった。
イギリスは原子力開発を自主推進することを1945年に決定し、当初から高速炉の研究開発が計画された。これは、原子爆弾開発に対するイギリスの貢献にもかかわらずアメリカが核関連技術の提供に非協力的であったこと や、ウラン資源に乏しかったことから核燃料供給上の独立性と安定性を求めて のことであった。しかしながら、オーストラリアとカナダに潤沢な鉱脈が発見され、通常型原子炉の運転の経済性が明らかになると、高速炉の必要性は薄れた。
1998年、ドーンレイにおける商業ベースの再処理は契約済み分限りで停止することが発表された。すべての原子炉が停止 したが、かつての発電所の維持保守と廃止活動のため、ドーンレイに大きな仕事が残っている。
ドーンレイの原子炉のひとつDFRは139フィートのスチール球体で囲われており、今もなお際立ったランドスケープとなっている。このドームは原子炉廃止後も産業遺産及び原子力開発の記念碑として残される予定である。

### DMTR
ドーンレイの原子炉で最初に臨界に達したのはドーンレイ材料試験炉（Dounreay Materials Test Reactor, DMTR）で、1958年3月のことである。この原子炉は、集中的な中性子線照射にさらされる材料、とりわけ、燃料被覆体および高速中性子炉炉心の構造材として用いられることを意図した材料の性能試験のために用いられた。DMTRは、材料試験作業がハーウェル研究所に移管された1969年に閉鎖された。

ナトリウムカリウム（NaK）冷却高速増殖炉DFRの動作の図式ダイアグラム

| 1  | プルトニウム239核分裂コア  |
| 2  | 制御棒                     |
| 3  | ウラン238 増殖ブランケット |
| 4  | NaK1次冷却管系             |
| 5  | NaK2次冷却管系             |
| 6  | NaK2次循環器               |
| 7  | 2次熱交換器                |
| 8  | 1次熱交換器                |
| 9  | NaK1次循環器               |
| 10 | ボロン化黒鉛中性子防護壁   |
| 11 | 放射線シールド             |

### DFR
実働した2基目の原子炉はドーンレイ高速実験炉（Dounreay Fast Reactor, DFR）である。DFRは1959年11月14日に臨界に達し、1962年からは全国送電網を通じて送電を開始し、世界初の送電を行なった高速炉となった。最大出力の15MWeに到達したのは1963年のことである。
DFRからの電力は1962年の発電開始から1977年の停止 によりオフラインになるまで全国送電網を通じて送出された。その稼動期間に、DFRは6億kWhの電力を産出した。
DFRとその関連施設の建設には1500万ポンドを要した。DFRは60MWの熱量を発生させ、2%の燃料を燃焼させるよう設計されていた。ドーンレイの廃止の一環として2024年までに解体される予定である。
DFRは高速増殖炉のフィジビリティスタディのために設計されたが、ただちに関連技術のテストベッドとしてのより永続的な役割を期待されるようになった。DFRはループ型の高速増殖炉であり、24本の一次冷却ループ付の一次および二次のナトリウムカリウム合金冷却系によって冷却されていた。1967年から1968年にかけて、冷却管系からの冷却材漏出の修復のため停止していた。この漏出箇所は、原子炉停止のつど不明になり、漏出箇所の発見と修復には困難が伴った。セシウムと燃料破片で汚染された冷却材の漏出量は57トンに及び、ウィンズケール原子炉火災事故に次ぐイギリスで第2の原子炉事故である。原子炉炉心には当初、モリブデンで安定化されニオブで被覆されたウラン合金燃料が使用されていた。炉心は後にPFRのための酸化燃料の検証に用いられ、海外の高速炉用燃料と素材開発プログラムのための実験スペースを提供した。

### PFR

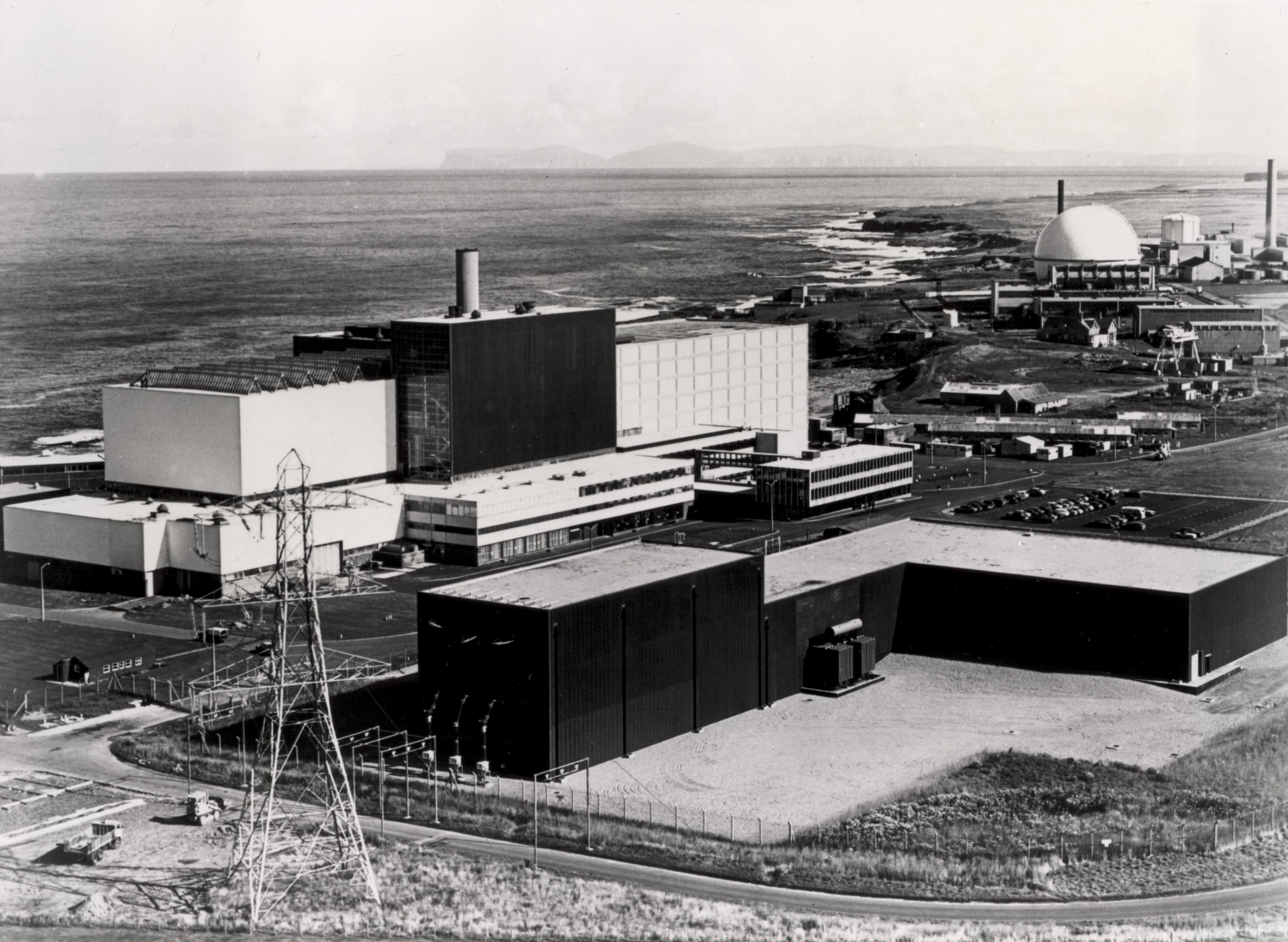
高速原型炉の全景（1975～1979頃）

第3の、そして英国原子力公社の運用した最後の原子炉は高速原型炉（Prototype Fast Reactor, PFR）である。PFRはプール型の高速増殖炉で、液体ナトリウムを冷却材とし、MOX燃料を使用した。1974年に臨界に到達し、全国送電網を通じての送電を1975年に開始した。最大出力は250MWeで、1977年に初めて到達した が、フル出力到達以前に多くの遅延と信頼性上の問題が発生した。
稼動後最初の10年間は、主として蒸気発生器からの一連の蒸気漏出のため限られた出力を発揮したに過ぎず、負荷率は最大でも12%にとどまった。1984年以後は、問題が解決されたことにより負荷率は改善され、稼動最終年の負荷率は57%であった。1991年6月25日、一次ポンプのひとつからベアリング潤滑油が一次ナトリウム冷却系に混入したことにより、18ヶ月にわたって運転が停止した。
PFRは1994年の運転停止によりオフラインになり、ドーンレイでの原子力発電には終止符が打たれた。遠隔操作式のロボット「リアクターザウルス」が送り込まれ、人間が実施するには危険すぎる、この原子炉からの廃棄物と汚染された機材の除去に当たっている。DFRと同じく2024年までに解体される予定である。

### 再処理施設
ドーンレイ原子力開発施設の敷地内にはD1206施設と呼ばれる施設が設けられており、燃料再処理試験が行われていた。1960年から1975年にかけて、DFRの高濃縮ウラン合金燃料10トンの再処理が実施された後、1972年よりPFRのMOX燃料再処理のために改造・拡張（設計上の年間処理能力5～6トン）され、1980年の運転開始から1996年9月の漏洩事故発生で運転停止するまでに、約25トンの燃料が処理された。これにより燃料工場で製造した燃料を高速炉で燃焼させ、再処理工場でリサイクルして再利用する核燃料サイクルを実現させる成果を挙げた。その他、1958年に運転を開始した材料試験炉燃料再処理工場（MTR）があり、オーストラリアやグルジアといった国外の研究炉用高濃縮ウラン燃料の再処理を行ってきたが、1996年に閉鎖された。

## 廃止措置とその計画
英国原子力公社は2000年10月、ドーンレイの環境復旧計画を発表した。当初100年かけて廃止措置（decomissioning） を行う計画が検討されていたが、この時発表された計画は40億ポンドの予算をかけて60年間の廃止措置を実施し、300年の監視期間を経た後に跡地を無制限使用に開放するというものであった。その後、2005年に発足した原子力廃止措置機関がこのサイトの所有者となり、英国原子力公社の傘下にドーンレイ・サイト復元会社（DSRL）および研究所サイト復元会社（RSRL）が設けられた（これら2社は2009年にバブコック社に売却された）。計画は大幅に見直され、27億ポンドの予算で2036年までに廃止措置を完了させ、監視状態に移行させる計画が2004年9月に発表された。計画は廃止措置、燃料処理、廃棄物管理、土地の整備などの活動からなり、2004年の計画では期間短縮とコスト削減のためにドーンレイの敷地内に中レベル廃棄物の中間貯蔵施設を設けることにより、解体作業の早期着手を目指している。

### 原子炉の廃炉
1969年に停止されたDMTRは、1971年まで2年をかけて、燃料と重水の除去および不要施設の撤去が完了しており、遮蔽・隔離状態にある。2003年9月、英国原子力公社は、DMTRの廃止措置が原子炉構造物以外の部分について全て完了したことを発表した。1977年に停止したDFRは不要機器の解体と撤去が進められており、2007年からはナトリウムカリウム合金冷却材57トンの処理試験が進められている。増殖用燃料はセラフィールドのマグノックス再処理施設での処理を念頭に搬出することが想定されている。ただし、原子炉を格納したドームとその周辺の建物は産業遺産及び原子力開発の記念碑として保存される予定である。1994年3月に停止したPFRは、タービン建屋や蒸気発生器建屋からの機器撤去が行なわれた。管系にはナトリウム冷却材150トンが残っており、1700万ポンドの予算をかけて建設された処理施設で処理試験が進められている。
サイト内には中・低レベルの廃棄物処理施設が設けられ、低レベル固体廃棄物を中間貯蔵または処分用に処理する検査・高圧縮施設（WRACS）、中レベル液体廃棄物をセメント固化するセメント固化施設、低レベル液体廃棄物の回収・処理・処分のために新設された低レベル廃液処理プラントがある。セメント固化施設に隣接して、セメント固化施設に廃棄物を搬入し、固化済み容器を貯蔵する施設を建設して2007年から稼動させる予定で、これにより廃止措置のスケジュールが早められる。

### 廃棄物による環境汚染

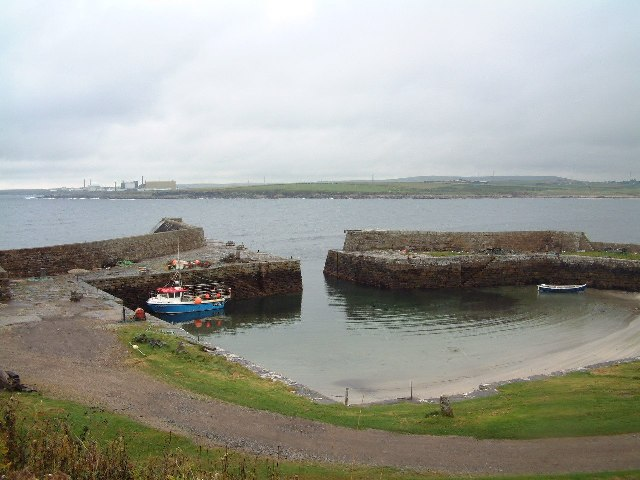
サンドサイド湾越しに開発施設を望む

原子炉、再処理施設および関連施設の廃止を別として、主要な5つの環境問題が取り扱われている。
- 中レベル固体廃棄物の排出のために使用された深さ65メートルの立坑が地下水汚染を引き起こしている。もともとこの立坑による処理の起源は、廃液を海へ投棄するために横坑を掘削したときの立坑で、水をためた素掘の立坑に過ぎない。廃棄物を取り除いた後、除染と周囲の地下水との隔離と汚染拡散を防止する措置が開始されている[3]。もともと廃棄物投棄用に設計されたわけではなく、きわめて場当たりかつ貧弱な監視のもとで使用されており、信頼できる廃棄物投棄記録も保存されていない。廃棄物投棄用としての立坑が使われた歴史の中には、ナトリウムとカリウムが水と反応して発生して引き起こされた水素ガス爆発がある[22]。一時は、立坑内で水に浮かぶポリエチレン容器を沈めるために銃で撃つことが、労働者によって常態として行われていた[23]。
- 放射線照射された核燃料片が発電所周辺の海底に多数散乱している[6][24]。古い燃料棒の破片が海中に吸い込まれているため危険であるとして、1983年から海岸は閉鎖され、漁業も禁止されている[6]。2008年、ガイガー・カウンターを装備した潜水ロボットによる除去プロジェクトにより破片の探索と回収が進められているが、このプロセスには数年を要する[6]。破片は海岸に打ち上げられており、2009年には137個以下の破片が私有地ながら公開されているサンドサイド湾近くの海岸に打ち上げられており、旅行者に人気のあるダネット近くの海岸では1個が見つかっている[25]。
- 1万8千立方メートルの放射能汚染された土壌と2万8千立方メートルの化学的に汚染された土壌。
- 1350立方メートルの高レベルまたは中レベルの液体廃棄物および2250立方メートルの貯蔵中の中レベル核廃棄物。
- 1500トンのナトリウム。このうち900トンはPFR由来の放射能汚染を被っている。

歴史的にドーンレイの核廃棄物管理は貧困であった。2006年9月18日、運行責任者代行のノーマン・ハリソンは、施設廃止作業が続く間も古い慣行のためにますます多くの問題に直面するであろうと予測した。発電所のいくつかの部分は初めて稼動してから50年になろうとしている。
2007年、英国原子力公社は1963年から1984年にかけての、放射性物質管理法に関連する4つの違反行為に対して責任を認めた。これら違反行為には、発電所内での放射性廃棄物の地中埋蔵サイトへの投棄（1963年から1975年）、3件の核燃料片の海中への放出の許容があり、14万ポンドの罰金を科せられた。
この施設にはウランとプルトニウムが保管されていることからセキュリティ上のリスクがあると考えられており、警察の高度のプレゼンスがある。原子炉燃料エレメントは、再処理のために2014年または2015年にセラフィールドへの搬出が開始される。
2013年、中レベル廃棄物投棄坑の主要プロジェクトの詳細設計が完了し、作業が開始された。この作業には、1500トンの放射性廃棄物の回収と封じ込めが含まれている。

## ヴァルカン海軍原子炉試験施設

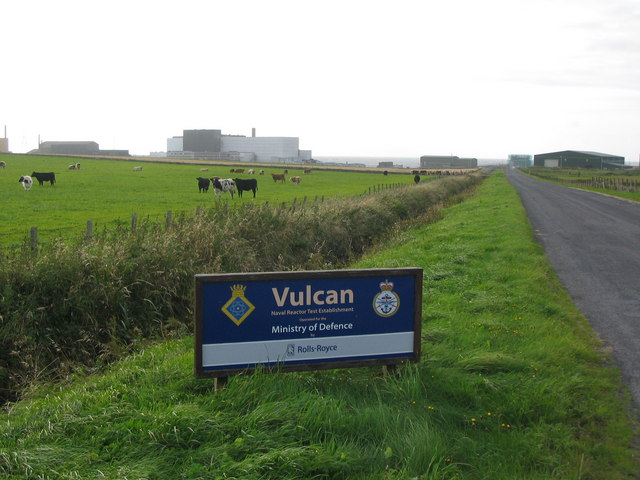
ヴァルカン海軍原子炉試験施設の入口

ヴァルカン海軍原子炉試験施設（The Vulcan Naval Reactor Test Establishment、NRTE、かつては HMS Vulcan）は、イギリス海軍潜水艦隊によって運用される原子力推進プラントのプロトタイプの試験を行う国防省の施設。かつては海軍本部原子炉試験施設（Admiralty Reactor Test Establishment, ARTE）として知られていた。英国原子力公社ドーンレイ原子力開発施設の敷地内に設けられている。
40年以上にわたり、ヴァルカンはイギリス海軍の核推進プログラムの礎石であった。4世代にわたる原子炉炉心の運用の試験と実証を行い、現在は第5世代の試験を行っている。ヴァルカンの原子炉は、動作時間、検査システム、運用手順及び安全性の点で作戦潜水艦用原子炉をリードしている。
イギリス海軍向けの原子炉プラントの全てを設計・調達したロールス・ロイスは、イギリス国防省に代わってヴァルカンを運営した。ロールス・ロイスは約280人の職員を雇用し、これら職員は少数のイギリス海軍スタッフに統率されていた。ヴァルカンで開発された原子炉にはPWR1とPWR2がある。
2011年、国防省は、現行の一連のテストが終了する2015年以降に、ヴァルカンを段階的に縮小または閉鎖すると発表した。新しい原子炉設計におけるコンピューターモデリングと信頼性により、実物でのテストはこれ以上は不要であるという。ヴァルカンの諸施設が不必要になった際の解役費用は、核廃棄物の処分を含めて、2005年時点で21億ポンドと試算されている

### 潜水艦原型炉1号機
1番目の原子炉は潜水艦原型炉1号機（Dounreay Submarine Prototype 1, DSMP1）として知られている。この原子炉プラントは、イギリス海軍によって女王陛下の潜水艦（Her Majesty's Submarines, HMS）の1隻と認識されており、臨界に達したのは1965年のことであったにもかかわらず、1963年に英国軍艦ヴァルカン（HMS Vulcan）として就役した。ヴァルカンはロールス・ロイスPWR1原子炉プラントであり、1984年に停止するまでに同原子炉は
- コア A（1965-67年）
- コア B（1968-72年）
- コア Z（1974-84年）

と炉心を換装しつつ試験を行っていた。1987年、DSMP1はLAIRD（Loss of Coolant Accident Investigation Rig Dounreay）非原子力試験リグとして再就役した が、これは同種のものとしては世界で唯一のものである。LAIRDの試験では、冷却材喪失事故の際に原子炉を防護するために設計されたシステムの効果を検証するために冷却水喪失事故をシミュレートしている。

### 陸上試験施設
2番目の原子炉は、1987年に就役した陸上試験施設（Shore Test Facility, STF）に格納されている。STFでは、同年にコアGを装填したPWR2が臨界に達した。このプラントはコアGを装荷して1987年から1996年まで稼働したのちに停止し、1997年2月から現在のコアHへの原子炉の換装を始めた。換装は2000年に完了し、2年間の安全性確認の後、2002年に臨界に達し、現在も運転中である。ヴァルカン試験運用・保守計画（Vulcan Trials Operation and Maintenance, VTOM）のもとで実施されているコアHの試験は2013年に完了が予定されており、完了後は燃料を除去され検査される。この施設は近隣の英国原子力公社ドーンレイ施設とともに退役する予定である。